# Скала Шаманка (мыс)
Скала́ Шама́нка (также мыс Бурха́н, Шама́нский мыс, Пеще́рный мыс) — мыс в средней части западного побережья острова Ольхон, на озере Байкал. Оканчивается двухвершинной скалой, называемой «Шаман-скала». Имел статус государственного природного и исторического памятника, но был реорганизован в составе национального парка Прибайкальский.
Мыс находится на территории Прибайкальского национального парка. Вблизи расположен посёлок Хужир, с населением 1,3 тыс. жителей — самый крупный населённый пункт на острове Ольхон.
Тот факт, что мыс Скала Шаманка далеко вдаётся в Байкал, соединяясь с берегом лишь низким и узким перешейком, дал основание отнести его к мысам «островидного типа». Он сложен кристаллическими известняками с прожилками кварца, а примыкающий берег — гранитовой породой, перемежающейся с роговообманковым гнейсом. Перешеек мыса покрыт наносом и переходит в луговое, травянистое прибрежье соседней бухты.
Название мыса «Бурхан» появилось после проникновения в Прибайкалье в конце XVII века тибетского буддизма, отчасти заменившего шаманизм. Словом «Бурхан» буряты-буддисты стали называть главное божество Байкала. А мыс Бурхан со сквозной пещерой в Шаман-скале считался его обиталищем.

## Скала Шаманка
Скала Шаманка, одна из девяти святынь Азии (ранее именовалась «камень-храм»), стала одним из самых знаменитых образов Байкала: её изображение часто появляется в фильмах и фотоальбомах об озере.
Двухвершинная скала сложена мрамором и доломитизированным известняком, местами изобилующим блёстками графита. Поверхность скалы покрыта яркими лишайниками красного цвета.
Высота ближней к берегу части скалы — 30 м, высота дальней части — 42 м. В ближней к берегу части скалы находится сквозная извилистая Шаманская пещера. Она образовалась в процессе выветривания и эрозии известняковых пород. Длина хода пещеры составляет около 12 м, ширина от 3 до 4,5 м, высота от 1 до 6,5 м. Вход в пещеру возможен с двух сторон — с северо-восточной и западной. На западной стороне имеется предпещерная площадка. Узкий поднимающийся ход выводит из пещеры на восточную сторону скалы. В пещере имеются боковые коридоры и узкая продушина.
С западной стороны на поверхности дальней части скалы имеется природный выход коричневой породы, напоминающий изображение дракона.

## Шаманская пещера: верования и легенды
Шаманская пещера была наиболее почитаемым святым местом на Байкале, которому приносили жертвы и давали обеты со времени появления первых шаманов. После распространения среди бурят тибетского буддизма пещера почиталась также и бурятами-буддистами. Ранее в пещере проходили шаманские обряды, а после в ней находился алтарь Будды.
В древности на мысе Скала Шаманка совершались культовые жертвоприношения духу-хозяину острова Ольхон, который, по верованиям бурят-шаманистов, обитал в пещере мыса. Хозяин Ольхона был самым грозным и почитаемым божеством Байкала. Рядом с мысом в священной роще сжигали и хоронили шаманов. В местном краеведческом музее находятся шаманские предметы, собранные на пепелищах в этой роще.

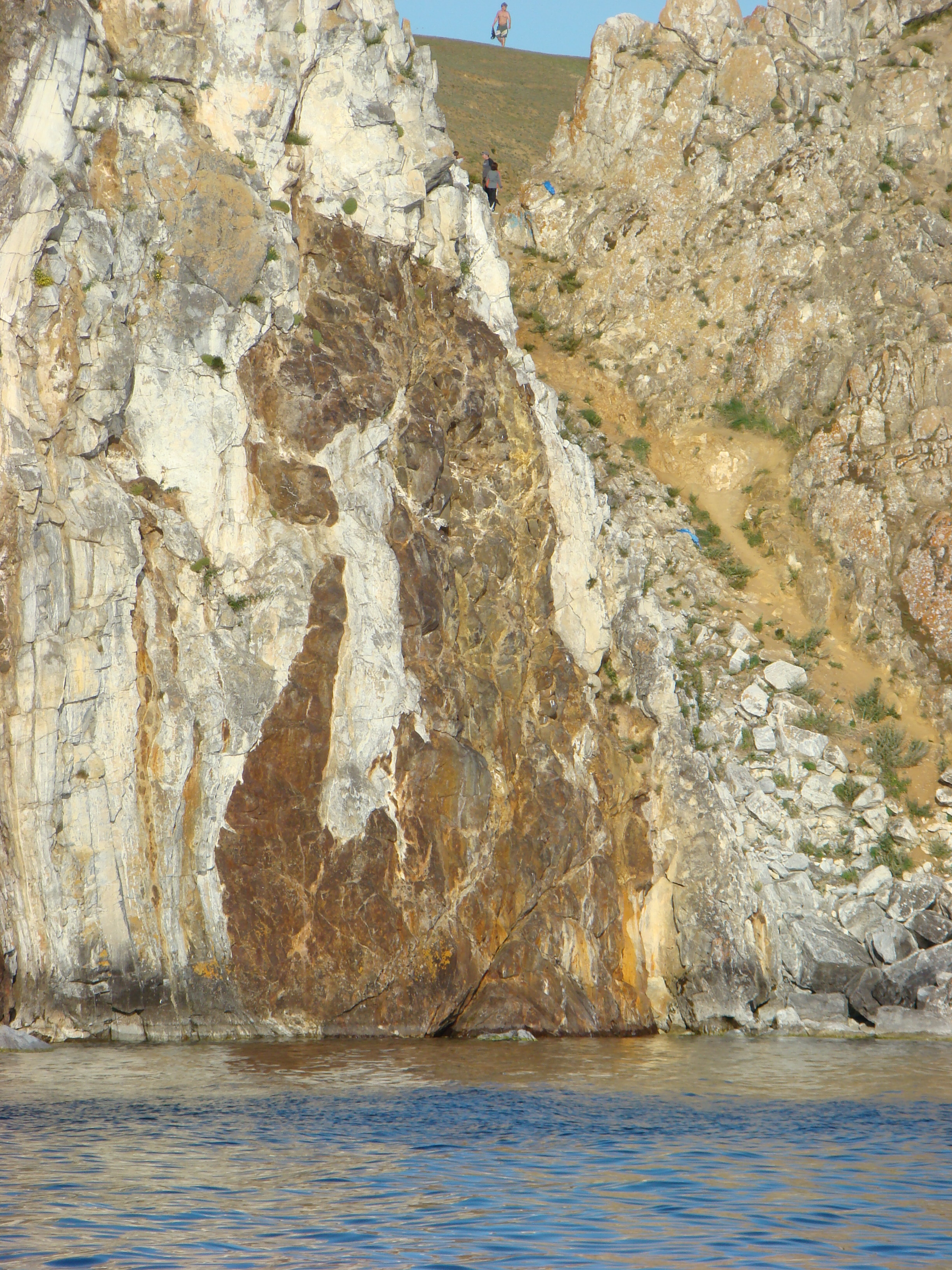
Образ на скале Шаманка напоминает дракона

Священная Шаман-скала со сквозной пещерой, куда имел право доступа только шаман, долгое время оставалась запретной, приближаться к ней и проходить сквозь неё никому не разрешалось. Первые исследователи Байкала в XVIII—XIX веках отмечали, что пещера на мысе Скала Шаманка вызывает «особенно суеверный ужас всех прибайкальских бурят; обычай приносить жертвы и давать обеты произошёл от этой скалы. Нигде буряты не приносили в таком изобилии жертвы, как у беломраморной скалы Шаманка. От этих обычаев сохранилось множество интересных преданий». Известный российский учёный В. А. Обручев, исследовавший Байкал, писал по этому поводу: «…но всего замечательнее суеверный страх, который ольхонские буряты питают к пещере. Мимо Шаманской скалы нельзя проезжать на колёсах, а только верхом или в санях, почему в летнее время сообщение между западной и восточной частями Ольхона производится только верхом, да и то в редких случаях, так как буряты вообще неохотно ездят мимо пещеры; кроме того, в том случае, если в одном из родов есть покойник, членам этого рода, то есть целой половине острова, запрещалось проезжать мимо неё в течение известного времени; по этой причине мой проводник — бурят из Долон-аргуна довёл меня до Хужира и вернулся назад, я же проезжал с другим крещёным бурятом мимо пещеры до улуса Харанцы и здесь взял другого проводника; на обратном пути было то же самое».
Женщинам запрещалось приближаться к мысу, и они обходили это место за две версты. Запрет для женщин проходить сквозь пещеру, по одной версии, связан с убеждением древних людей, что присутствие «нечистых и греховных» женщин могло осквернить чистоту священного места. По другой версии, этим запретом оберегали женщин, так как считалось, что посещение священного места может осложнить роды — и потомства не будет.
На Шаманском мысе ольхонские буряты давали клятвы, чтобы снять ложное обвинение или отстоять свою честь, обещания об исполнении долга. Сюда приезжали бездетные буряты из разных регионов с просьбой о даровании детей.
Пещера почиталась также и хоринскими бурятами. Это почитание, по-видимому, следует сопоставить с известным преданием о первоначальном происхождении бурят-хоринцев с острова Ольхон. Очевидно, что почитание пещеры у хоринцев появилось с очень древних времён, ещё до распространения в Прибайкалье тибетского буддизма.
В старину в Шаманской пещере находилась буддийская молельня, в которой были расставлены разнообразные медные, бронзовые и серебряные фигурки буддийских божеств, бумажные и из ткани иконы, курительные свечи и различные жертвенные принадлежности. По свидетельству посетителей пещеры в 1902 году, в ней находились подвешенные буддийские иконы на полотне, медные чашечки и курительные свечи. На камнях кругом пещеры лежали медные монеты и куски синей ткани с надписями благопожеланий.
По рассказам старожилов, в первом десятилетии XX века для молебствия около скалы приезжали сотни лам из дацанов Забайкалья. Ламы говорили, что в пещере мыса живёт монгольский бог, переселившийся из Монголии в незапамятные времена, ища спасения; что ламы из всех 34 действующих в Бурятии дацанов обязательно приезжают сюда молиться.
О пещере имеется много легенд, в том числе легенды о пребывании на острове Ольхон Чингиз-хана и повелителя монголов Гэгэн-бурхана.

## Археологические находки и наскальные рисунки
На самом мысе Скала Шаманка и поблизости сделано много археологических находок. Шаманская пещера впервые осмотрена и описана И. Д. Черским в 1879 году. Позднее в ней были найдены монеты XVIII века, а в 1989 году проведены основательные раскопки и найдены предметы, относящиеся как к недавним временам (XVII—XIX вв.), так и к эпохе неолита (V—III тыс. лет до н. э.). Часть находок хранится в Хужирском музее.
Ещё больше археологических находок сделано во время раскопок на перешейке, соединяющем мыс Скала Шаманка с островом. Здесь были найдены стоянка древнего человека, больше десятка захоронений, относящихся к эпохам неолита и бронзового века (V—II тыс. лет до н. э.), и множество предметов: нож и топор из нефрита, наконечники стрел, фрагменты керамики, предметы из камня, кости, железа, бронзы, золота и другие.
По свидетельствам И. Д. Черского в 1879 году и П. П. Хороших в 1924 году, на скалах мыс Скала Шаманка, обращённых в сторону Хужира, существовали тибетские надписи (XVIII—XIX вв.), следы их ещё можно было обнаружить в 1950—1960-х годах. К настоящему времени надписи не сохранились.
В одной из щелей пещеры в 1952 году П. П. Хороших была найдена небольшая пластинка из шиферного сланца с вырезанным на ней изображением женщины-шаманки. Подобные изображения шаманок известны на скалах Байкала в местности Саган-Заба и в бухте Ая. К востоку от входа в пещеру в 1953 году П. П. Хороших обнаружил наскальный рисунок, который он считал изображением бубна. На рисунке изображён вытянутый овал, внутри которого горизонтально прочерчена линия, ещё две наклонные линии изображены снаружи овала, справа и слева. Время, когда изображение появилось, установить не удаётся.
Ещё один рисунок найден А. В. Тиваненко в начале 1980-х годов. Рисунок, на котором изображён шаман с бубном в правой руке и колотушкой в левой, выполнен красной охрой и находится в 5 метрах левее главного входа в Шаманскую пещеру. Время появления этого рисунка также определить не удалось.
Около Шаманской пещеры на скалах сохранились древние надписи на тибетском и монгольском языках. Ранее около входа в пещеру имелись изображения буддийских божеств, нарисованные белой краской. Была ли обитаема Шаманская пещера, установить трудно, потому что почва со дна ещё в глубокой древности была выброшена ламами при сооружении в пещере молельни. Однако возможно, что первобытный человек находил в пещере временный приют, так как рядом, на дюнной стоянке, найдены остатки культуры неолита. В 150 метрах на восток от Шаманской пещеры на скале из белого мрамора сохранились изображения шаманских бубнов, высеченные людьми ранней поры железного века. За последние годы эти изображения частично были разрушены при разработке белого мрамора для выжигания извести.

## Фотогалерея

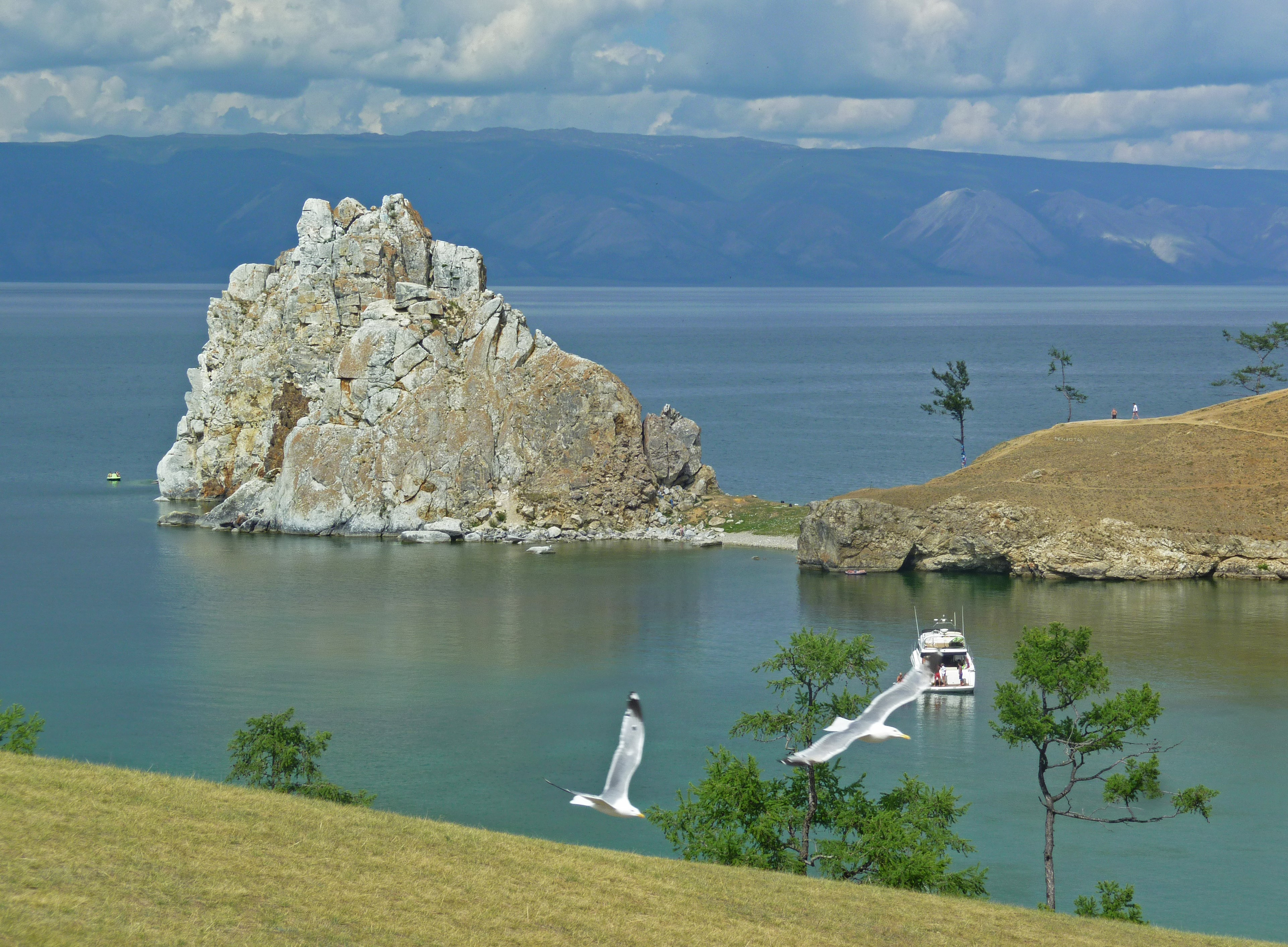
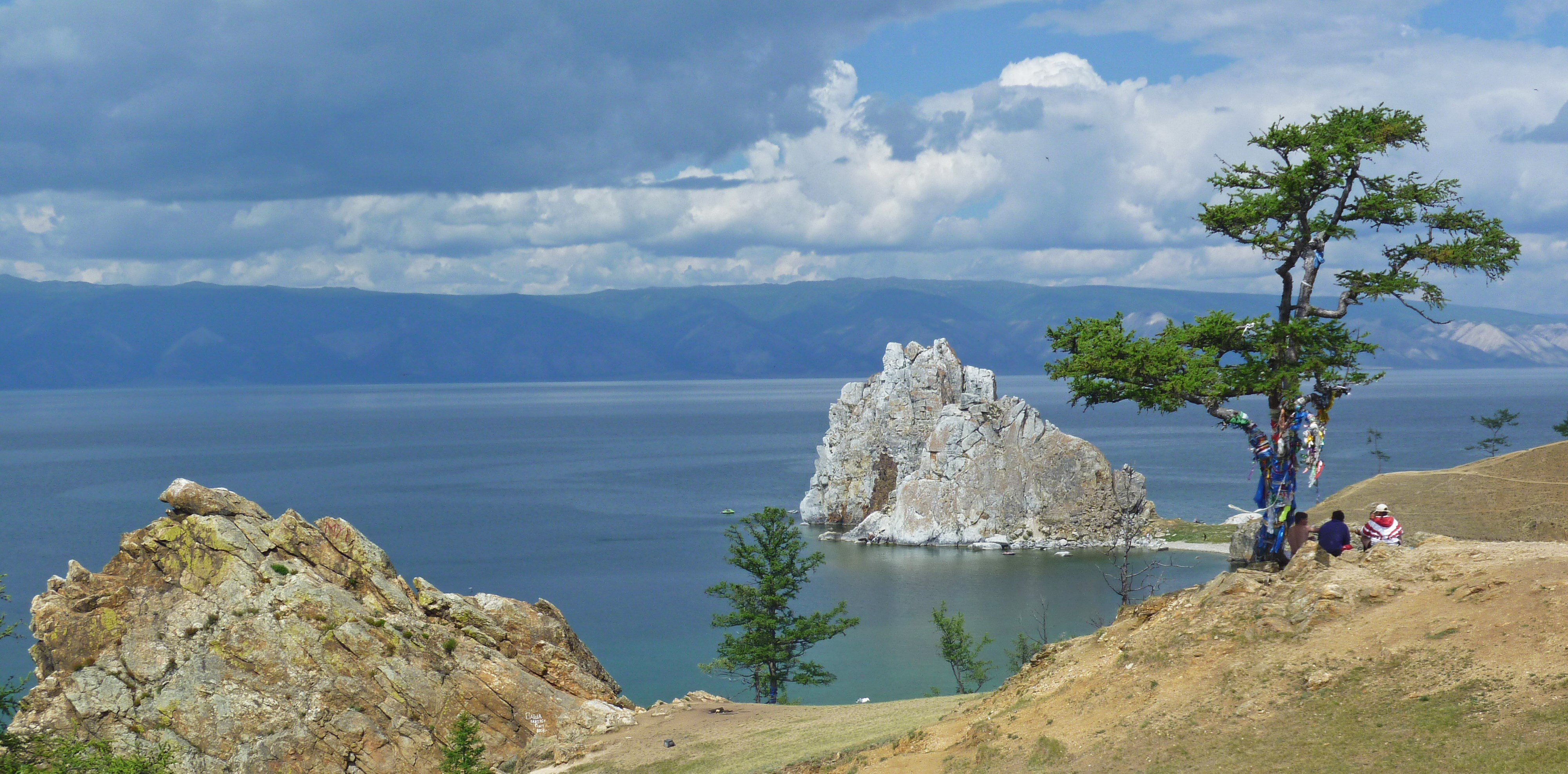
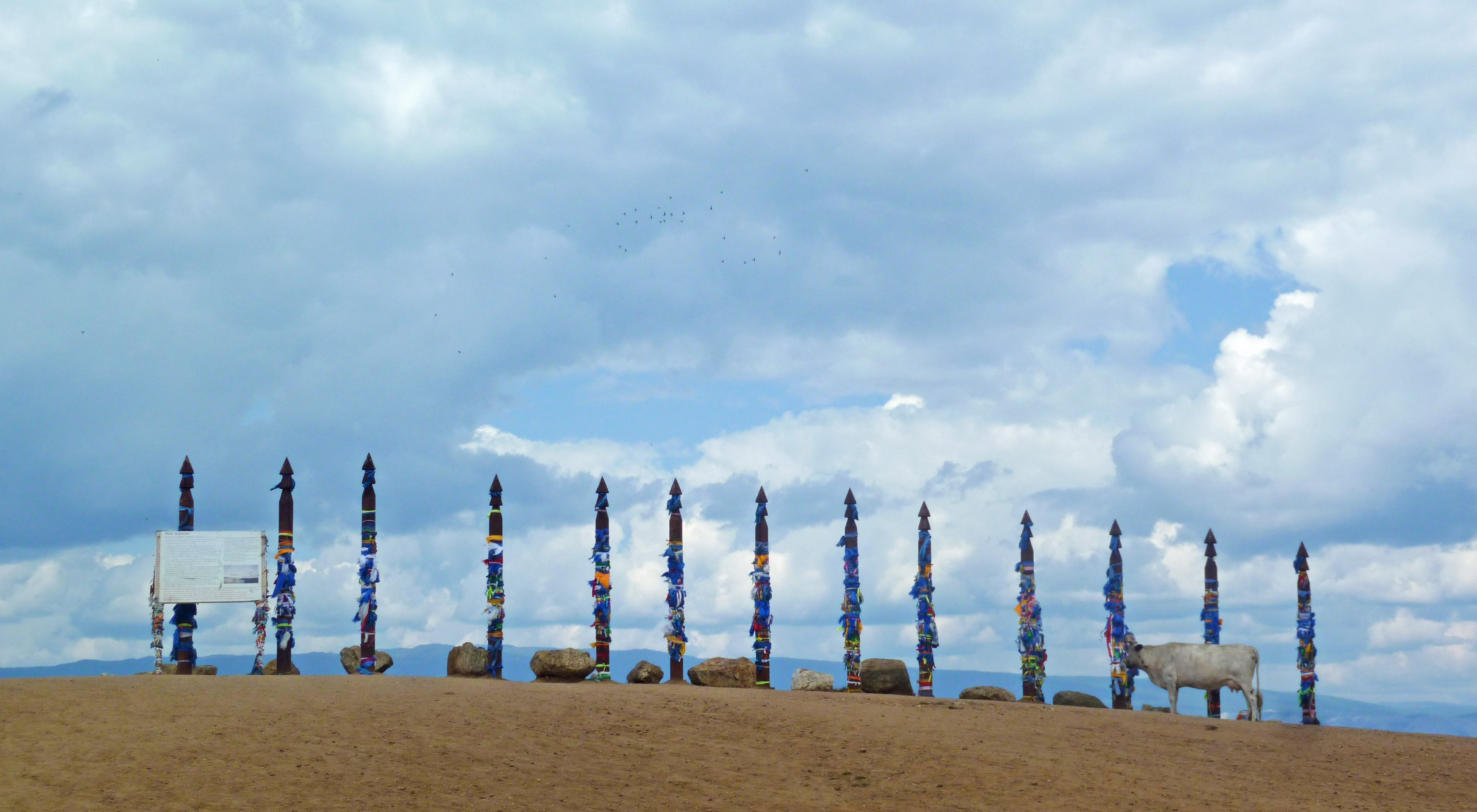
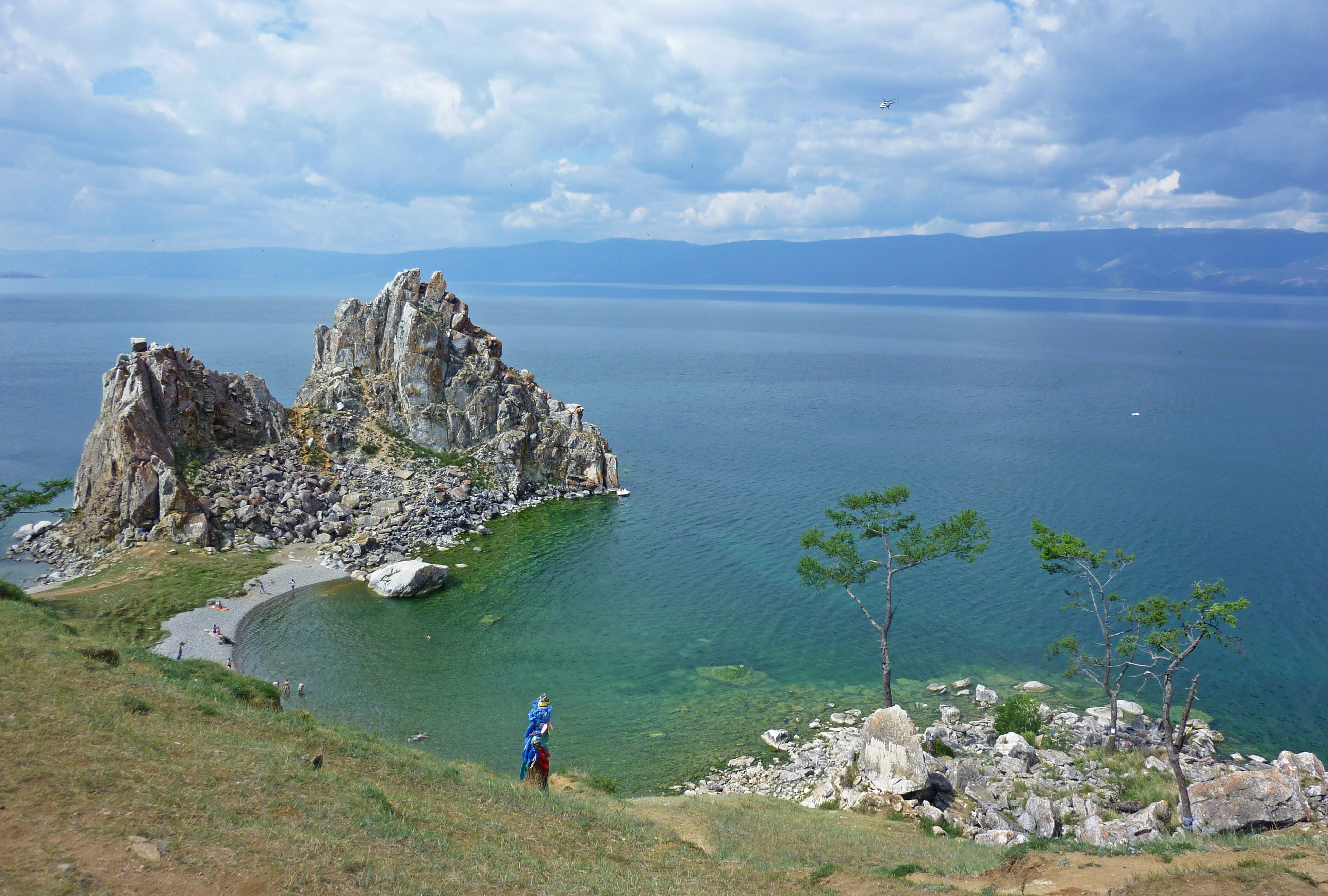
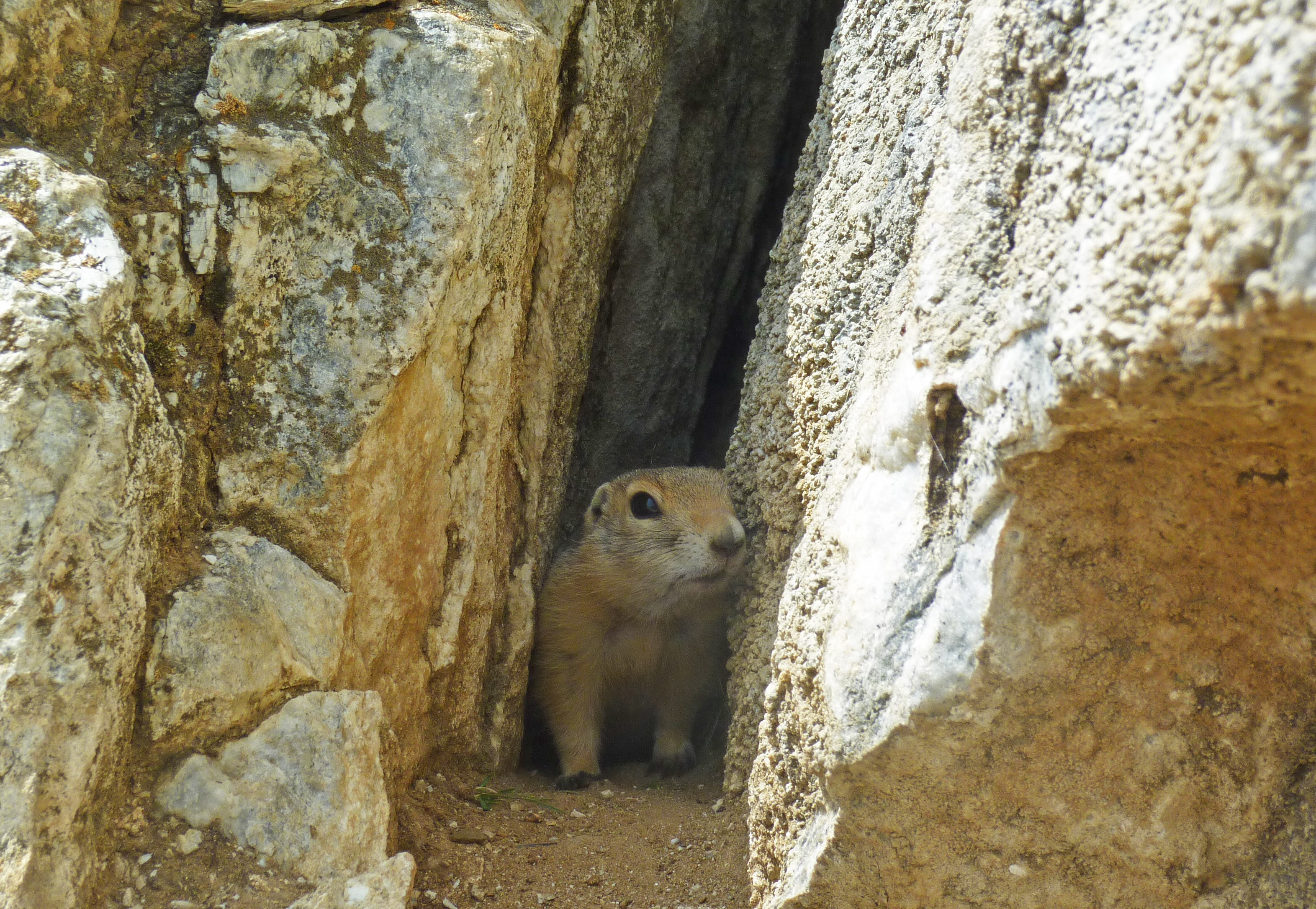
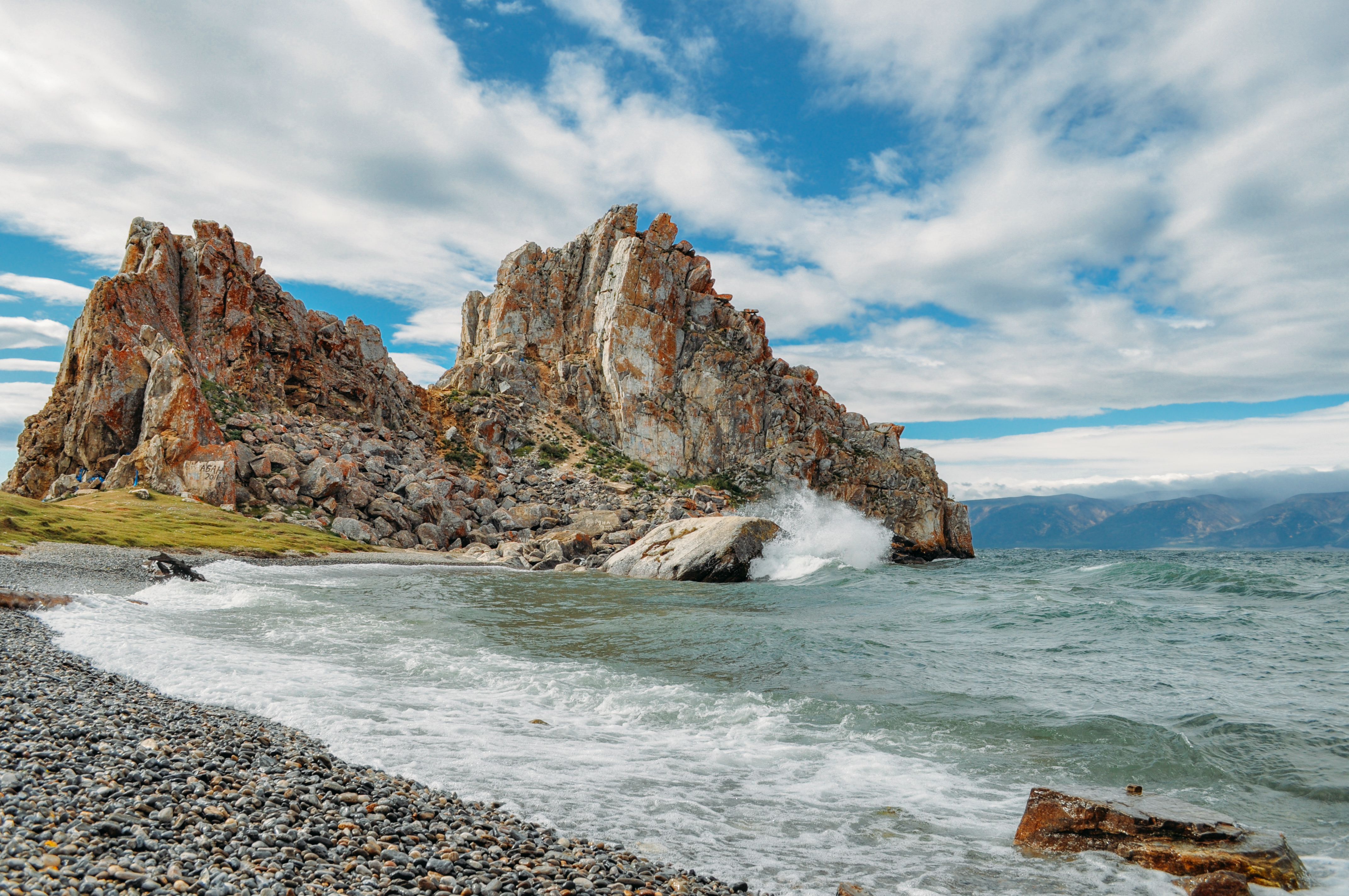
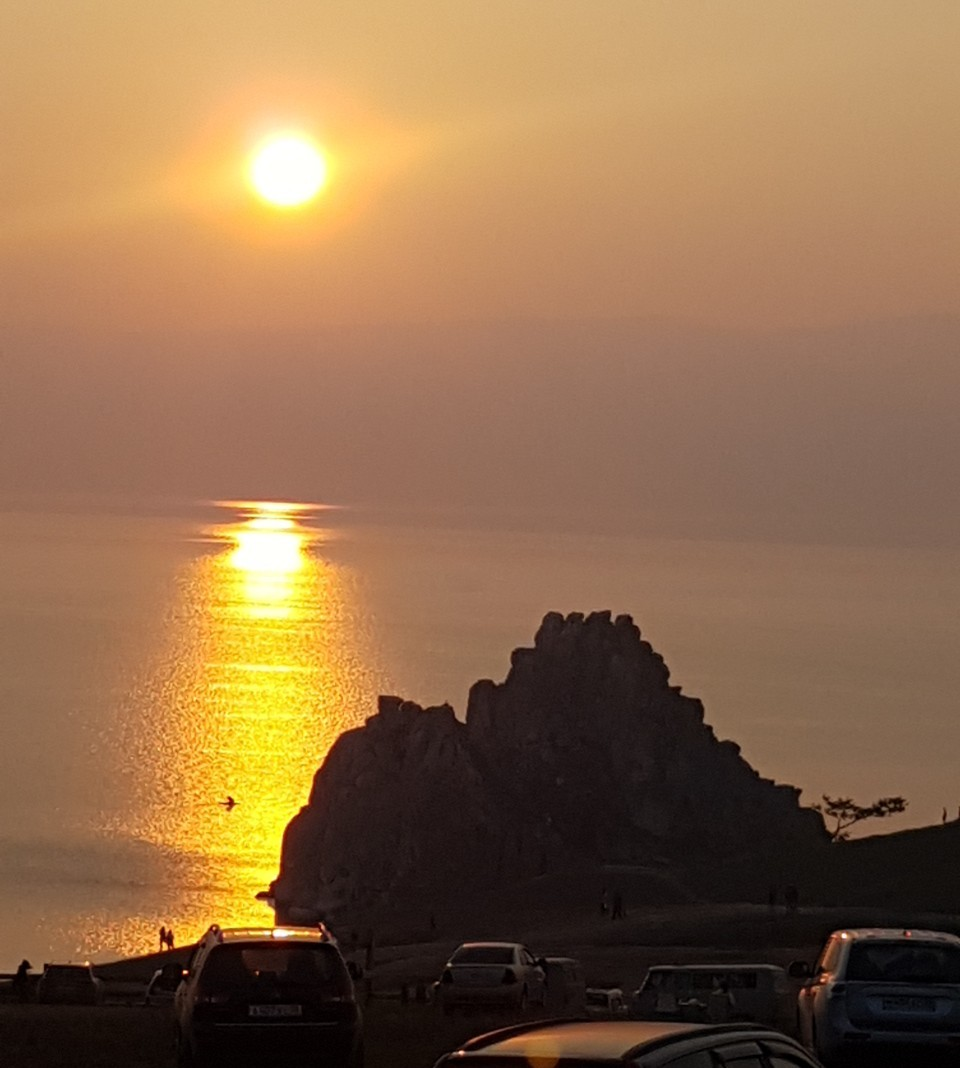